# 喀里多尼亞 (密歇根州)
喀里多尼亞（英語：Caledonia）是位於美國密歇根州肯特縣喀里多尼亞鎮區的一個村。

## 人口
根據2020年美國人口普查的數據，喀里多尼亞的面積為3.68平方千米，當中陸地面積為3.47平方千米，而水域面積為0.21平方千米。當地共有人口1622人，而人口密度為每平方千米440人。